# Río Ibicuí da Armada
El río Ibicuí da Armada es un río brasileño del Estado de Rio Grande do Sul.
También se lo denomina río Ibicuy Chico (frente al río Ibicuy, en la misma zona) y Ibidui da Armada.